# NavagamGhed
NavagamGhed é uma cidade e um município no distrito de Jamnagar, no estado indiano de Guzerate.

## Demografia
Segundo o censo de 2001, NavagamGhed tinha uma população de 39,483 habitantes. Os indivíduos do sexo masculino constituem 52% da população e os do sexo feminino 48%. NavagamGhed tem uma taxa de alfabetização de 72%, superior à média nacional de 59.5%: a literacia no sexo masculino é de 77% e no sexo feminino é de 67%. Em NavagamGhed, 12% da população está abaixo dos 6 anos de idade.